# Géocoucou de Pucheran
Neomorphus pucheranii
Espèce
Statut de conservation UICN

 LC  : Préoccupation mineure
Le Géocoucou de Pucheran (Neomorphus pucheranii) est une espèce de géocoucou, oiseau de la famille des Cuculidae. Son nom binominal et son nom normalisé français d'espèce rendent hommage à Jacques Pucheran, zoologiste et explorateur français (1817-1894).

## Répartition
Son aire s'étend sur l'ouest de l'Amazonie.

## Sous-espèces
Cet oiseau est représenté par deux sous-espèces :
- Neomorphus pucheranii lepidophanes Todd, 1925 ;
- Neomorphus pucheranii pucheranii (Deville, 1851).